# Điện thoại di động và an toàn lái xe

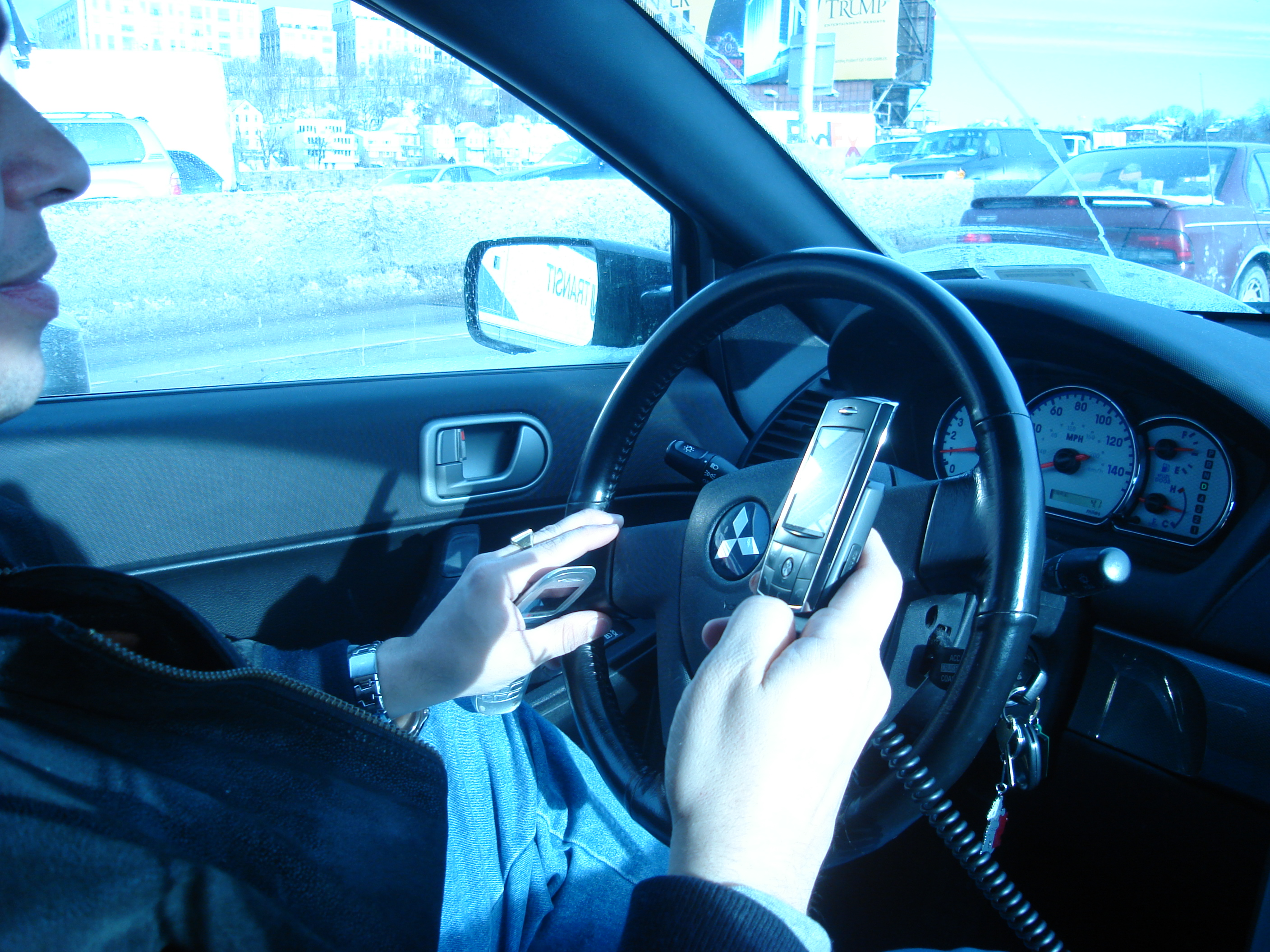
Hành động bị cấm ờ nhiều quốc gia - vừa lái xe vừa xem điện thoại

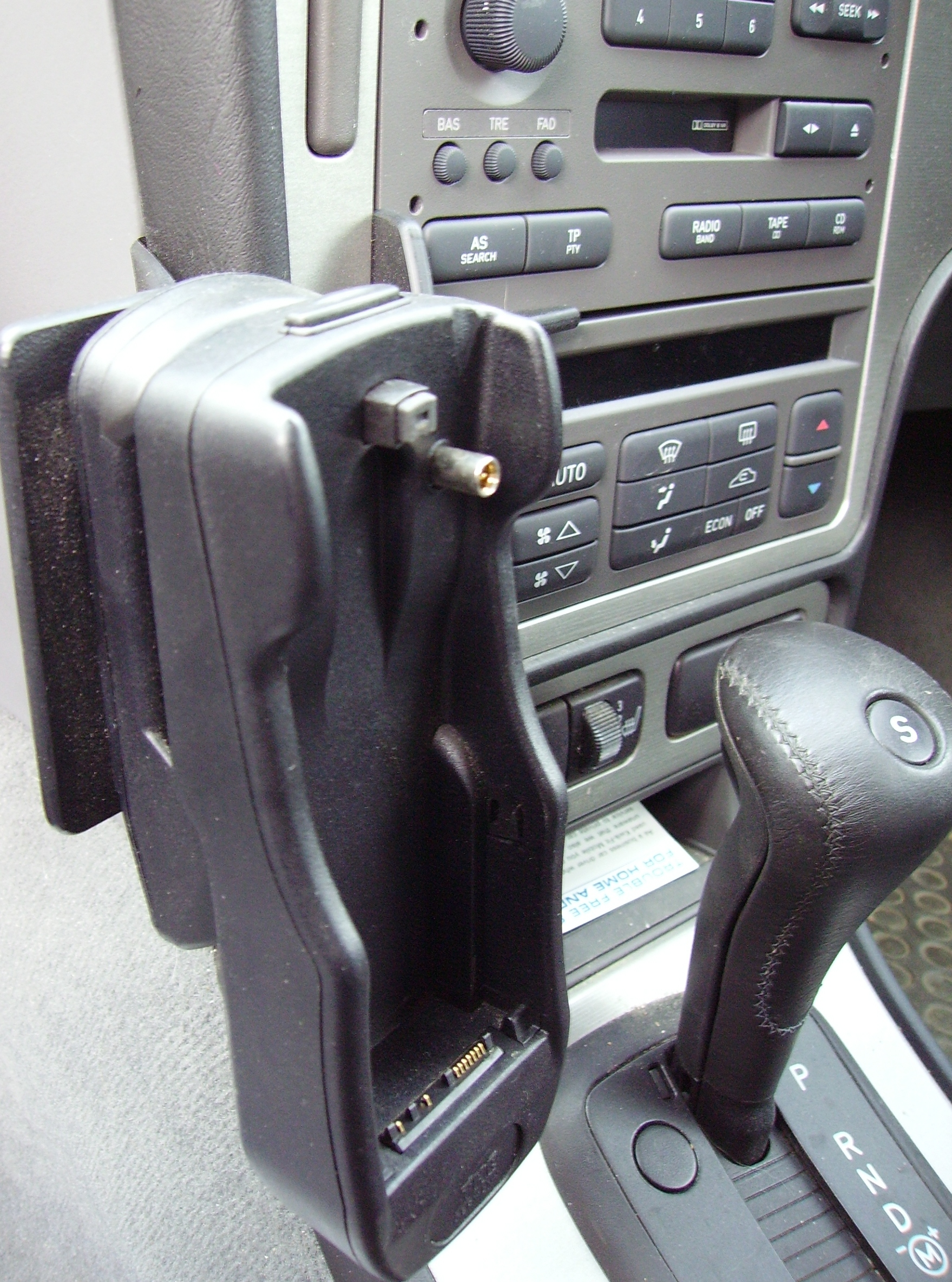
thiết bị gác điện thoại để rảnh tay khi lái xe

Sử dụng điện thoại di động trong khi lái xe là phổ biến, nhưng nó được coi là nguy hiểm do khả năng gây mất tập trung và tai nạn. Do số vụ tai nạn liên quan đến việc thực hiện cuộc gọi trên điện thoại và nhắn tin trong khi lái xe, một số khu vực pháp lý đã sử dụng cuộc gọi trên điện thoại trong khi lái xe bất hợp pháp. Nhiều khu vực pháp lý đã ban hành luật cấm sử dụng điện thoại di động cầm tay. Tuy nhiên, nhiều khu vực pháp lý cho phép sử dụng một thiết bị rảnh tay. Lái xe trong khi sử dụng thiết bị rảnh tay không an toàn hơn sử dụng điện thoại cầm tay để thực hiện các cuộc gọi, như kết luận của các nghiên cứu chéo, edịch tễ học, mô phỏng 
, và meta phân tích. Trong một số trường hợp, các hạn chế chỉ nhắm vào trẻ vị thành niên, những người là chủ sở hữu giấy phép mới đủ điều kiện (ở mọi lứa tuổi) hoặc lái xe trong khu vực trường học. Ngoài gọi thoại, các hoạt động như nhắn tin trong khi lái xe, duyệt web, chơi trò chơi video hoặc sử dụng điện thoại nói chung cũng có thể làm tăng nguy cơ gặp sự cố.
Tại Hoa Kỳ, các vụ tai nạn ô tô do lái xe mất tập trung đang gia tăng. Nguyên nhân hàng đầu khiến lái xe mất tập trung là điện thoại di động.
Trong năm 2015, sáu trăm sáu mươi nghìn tài xế ở Hoa Kỳ được ước tính sử dụng điện thoại di động mỗi ngày, trong khi lái xe phía sau tay lái trong giờ ban ngày. Sử dụng điện thoại trong khi lái xe đã trở thành nguyên nhân hàng đầu gây ra tai nạn xe cộ trong hai thập kỷ qua. Sử dụng điện thoại di động khi lái xe làm tăng nguy cơ gây tai nạn cho người lái xe. Các tài xế bị mất tập trung, làm giảm nhận thức của người lái trên đường, dẫn đến nhiều vụ đâm xe. Khi tài xế nói chuyện trên điện thoại di động, nguy cơ xảy ra tai nạn ô tô dẫn đến nhập viện cao gấp bốn lần so với khi không nói chuyện trên điện thoại di động. Những người lái xe nhắn tin khi ngồi sau tay lái, có nguy cơ gặp tai nạn ô tô cao gấp hai mươi ba lần. Một trong bốn vụ tai nạn ô tô ở Hoa Kỳ là do nhắn tin trong khi lái xe. Một số tiểu bang đã thực thi luật liên quan đến việc sử dụng điện thoại di động trong khi lái xe, có nhiều việc phải làm.